# ماهیچه راست پایینی
ماهیچه راست پایینی (انگلیسی: Inferior rectus muscle) از ماهیچه‌های چشم است.
عضلهٔ راست پایینی قرنیه چشم را به طرف پایین و داخل می‌کشد (حول محور افقی داخلی – خارجی و محور عمودی و کره چشم را به طرف خارج می‌پیچاند (حول محور افقی جلو به عقب)

## نگارخانه

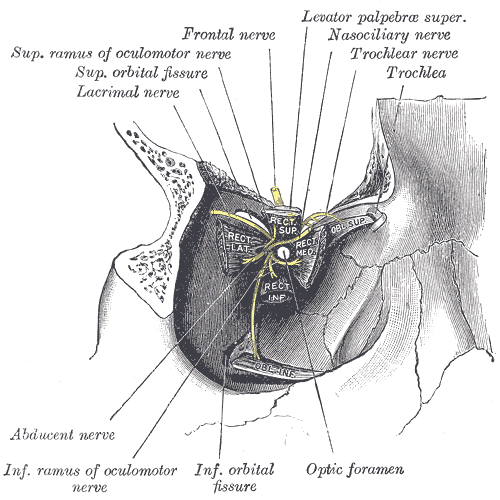
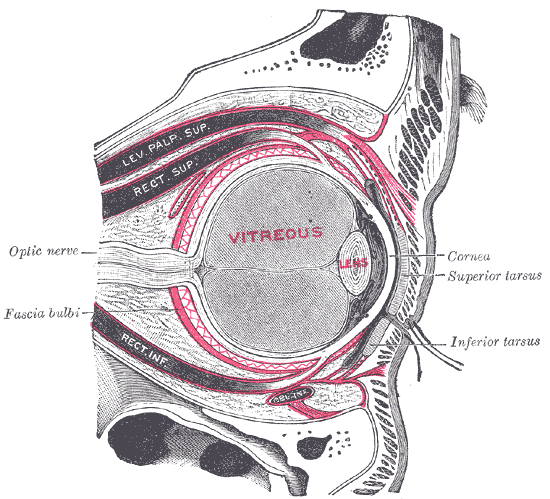
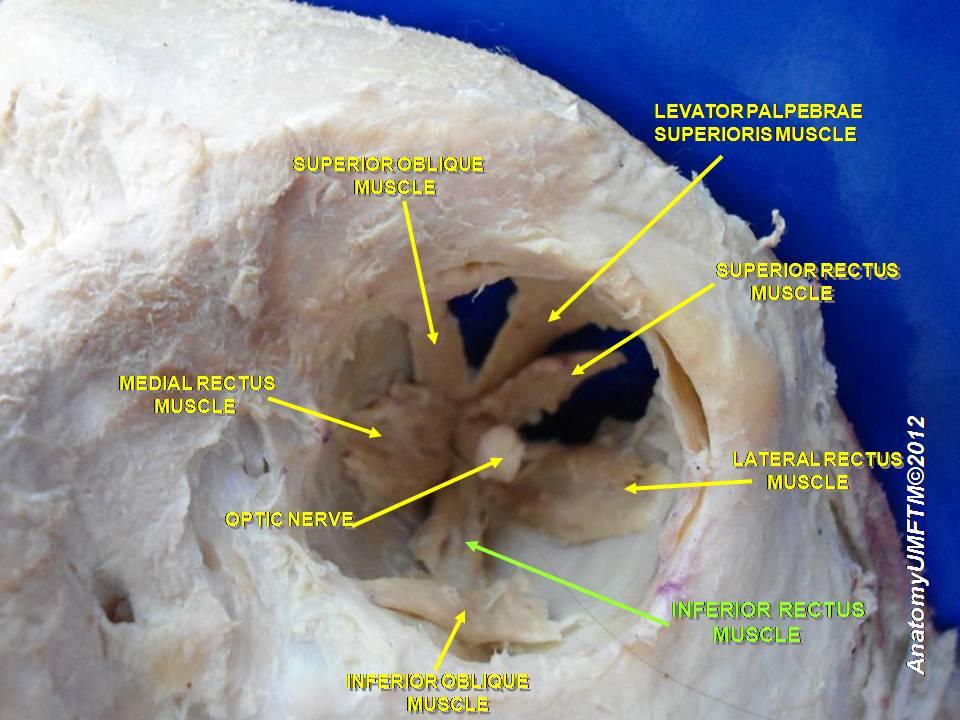
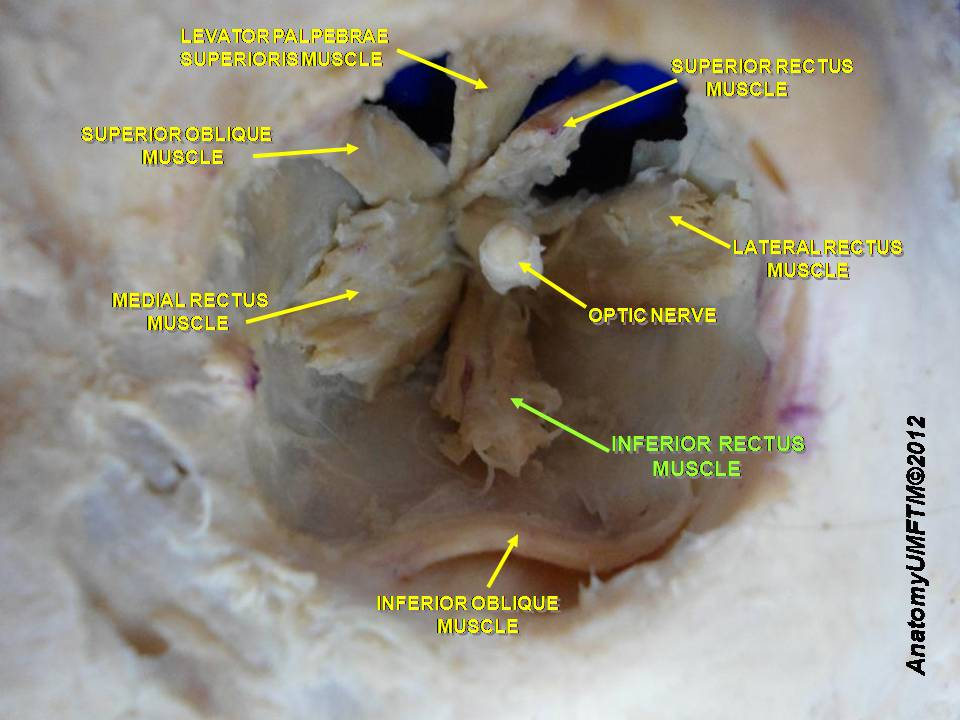
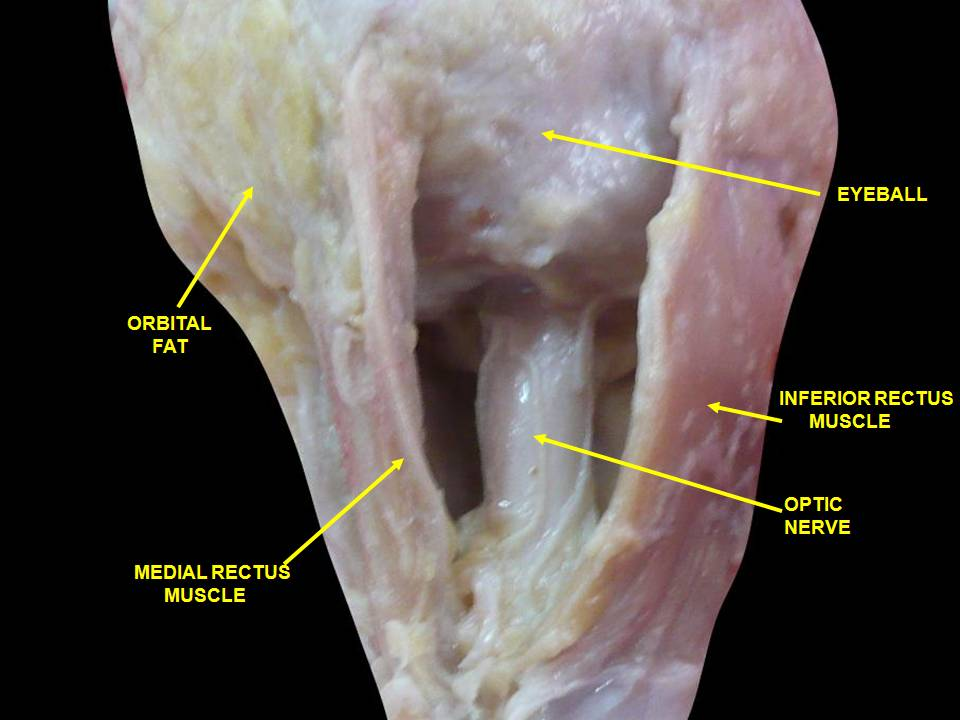
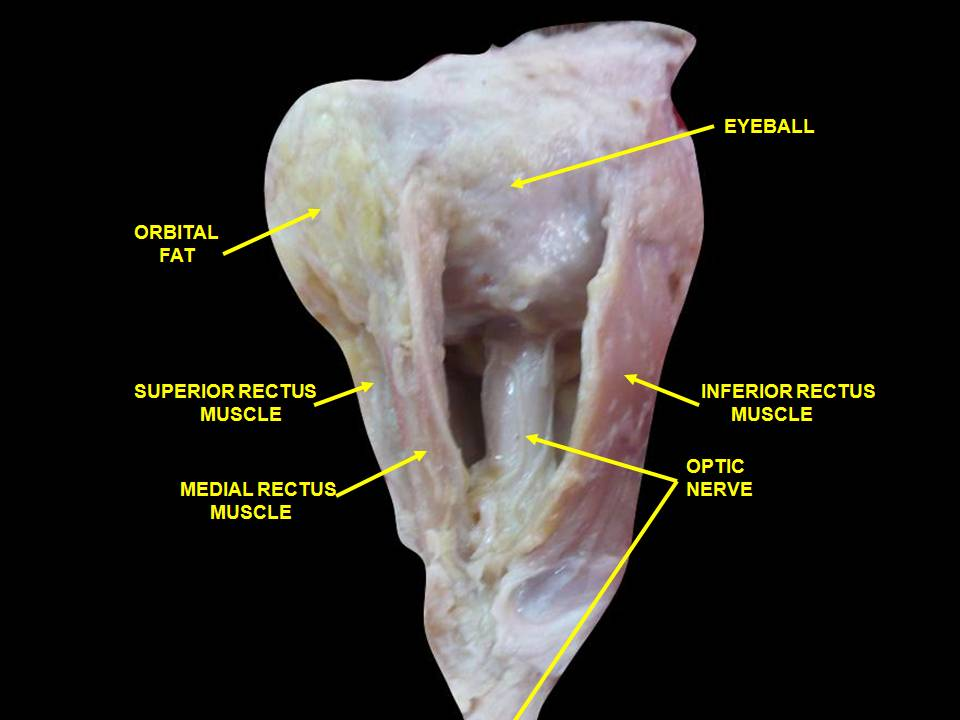
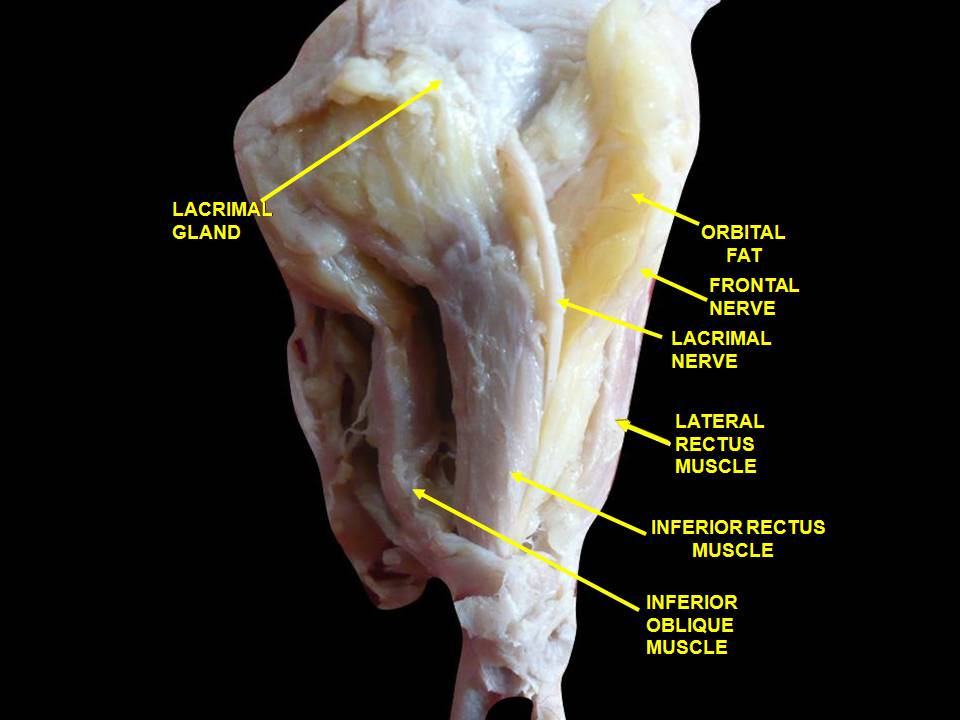
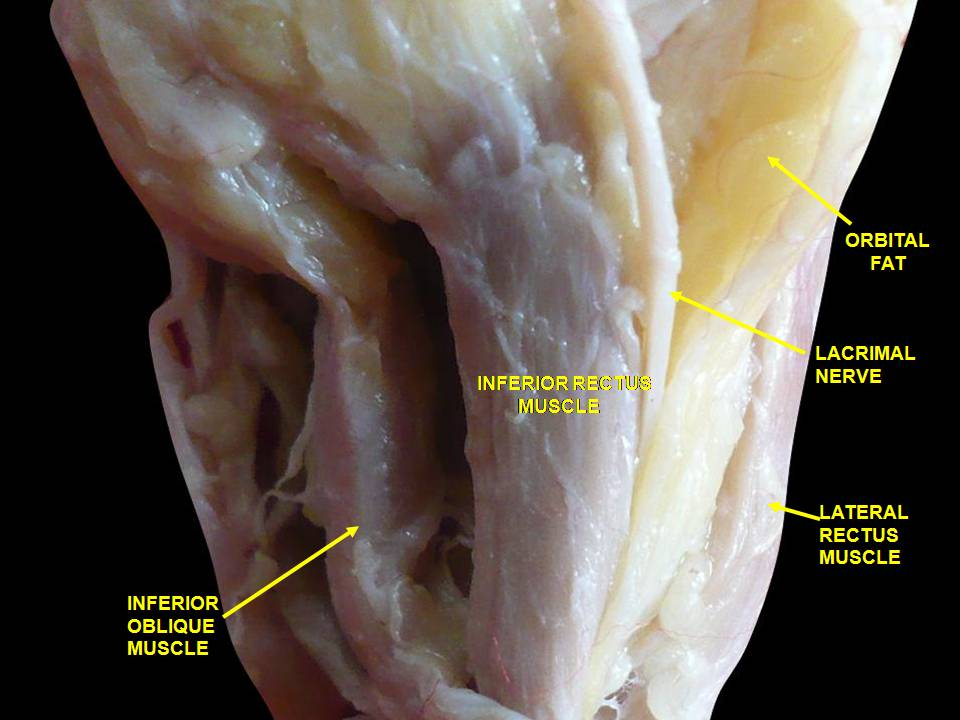